# Canicross

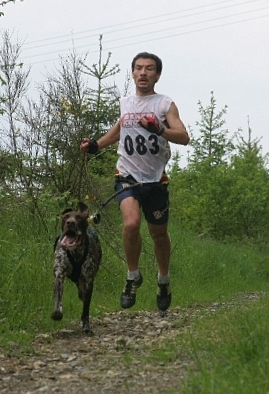
De Belgische canicrosser Philippe Wéry.

Canicross is een hondensport waarbij een geleider en zijn hond samen een bepaalde afstand lopen.

## Sport
Canicross is ontstaan in Canada in de vroege jaren 1900. De sledehonden werden, als er geen sneeuw lag, al lopend getraind door hun musher. In Frankrijk kende men de sport vanaf de jaren negentig. Op 31 oktober 2004 vond in Nederland, in het Streekbos te Bovenkarspel, de eerste wedstrijd canicross plaats. Er kwamen toen 61 lopers aan de start waaronder ongeveer 30 Belgen. In België werd al veel eerder een eerste wedstrijd georganiseerd, namelijk eind jaren tachtig. In 2012 is deze wedstrijd aan haar populariteit ten onder gegaan. Het was niet meer veilig om wandelaars, bezoekers aan de wedstrijd en canicrossers (130- 145 personen) samen door het Streekbos te laten gaan. Stichting Canicross West-Friesland, in naam van voorzitter Tarcio Nanne, heeft dan ook besloten om te stoppen. De  wedstrijd werd jarenlang beschouwd als  "de canicross van de lage landen", omdat er traditiegetrouw steeds een grotere groep Belgen aan meededen. Mede door deze wedstrijd in Bovenkarspel heeft Bianca Koole het initiatief genomen om vanaf 2009 onder de naam Canicross Nederland wedstrijden te gaan organiseren. In 2012 werd dit officieel 'Canicross Nederland' de representant voor de ECF de Europese Canicross Federatie, tegenwoordig ICF 'International Canicross Federation'

### Regels
De regels van deze sport zijn eenvoudig: de geleider draagt een heupgordel om zijn middel en is verbonden met het tuigje van de hond via een elastische band (ook wel rekker genoemd).
Wanneer de hond voor de geleider loopt en trekt, zal tijdens het lopen de rekker spannen, waardoor de geleider voortgetrokken wordt. Het voordeel hiervan is dat de geleider of musher zo een hogere snelheid haalt. Er is een korte afstand (van 2 km tot 4 km) en een lange afstand (van 4 km tot 7 km). Er zijn ook reeksen voor kinderen. Deze lopen samen met hun begeleider. De hond mag ook naast de geleider lopen, maar als hij niet meer vrijwillig meeloopt, wordt de geleider uitgesloten. Alle honden, ongeacht het ras, zijn bij de sport toegestaan.

## Etymologie
Het woord canicross is een samenvoeging van twee woorden: het Latijnse Canis, wat hond betekent, en cross, van "Cross country", veldlopen dus.